# Sphaerodactylus micropithecus
Sphaerodactylus micropithecus е вид влечуго от семейство Sphaerodactylidae. Видът е застрашен от изчезване.

## Разпространение
Разпространен е в Пуерто Рико.